# Ван-Зандт (округ)
О́круг Ван-Зандт (англ. Van Zandt county) — округ штата Техас Соединённых Штатов Америки. На 2000 год в нём проживало 48 140 человек. По оценке бюро переписи населения США в 2008 году население округа составляло 52 197 человек. Окружным центром является город Кантон.

## История
Округ Ван-Зандт был сформирован в 1848 году из части округа Хендерсон. Он был назван в честь Исаака Ван Зандта, члена Конгресса Республики Техас.